# Slow But Sure (film, 1907)
Pour les articles homonymes, voir Slow But Sure.
Pour plus de détails, voir Fiche technique et Distribution.
Slow But Sure est un film muet américain réalisé par Gilbert M. Anderson et sorti en 1907.

## Fiche technique
- Titre : Slow But Sure
- Réalisation : Gilbert M. Anderson
- Scénario :
- Photographie :
- Montage :
- Producteur :
- Société de production : The Essanay Film Manufacturing Company
- Société de distribution : The Essanay Film Manufacturing Company
- Pays de production :  États-Unis
- Langue : film muet avec les intertitres en anglais
- Format : Noir et blanc — 35 mm — 1,33:1 — Muet
- Genre : Comédie
- Durée :
- Date de sortie :
  - États-Unis : 10 août 1907